# لو، آکسفوردشر
لو (به انگلیسی: Lew) یک روستا و محله مدنی در بریتانیا است که در آکسفوردشر غربی واقع شده‌است. لو ۶۵ نفر جمعیت دارد.